# Bahnhof Volmarstein
Der Bahnhof Volmarstein befindet sich an der Hagener Straße 171 in Volmarstein, einem Stadtteil von Wetter (Ruhr). Er liegt an der Ruhrtalbahn, deren mittlerer Streckenteil von Volmarstein nach Herdecke 1874 erbaut wurde, und heute nicht mehr für den Personenverkehr genutzt wird.
Der Bahnhof wird in der Denkmalliste der Stadt Wetter (Ruhr) an Position 103 aufgeführt. Beim Bahnhofsgebäude aus dem Jahre 1908 handelt es sich um ein Fachwerkgebäude auf Sandsteinsockel mit Schieferdach. Es wird gewerblich genutzt. Das Empfangsgebäude wurde als zweigeschossiges Gebäude konzipiert, das unterkellert und mit einem Dachgeschoss versehen wurde.
Die Buslinie 591 ab Bahnhof Volmarstein verkehrt nach Wetter und nach Hagen.